# Malone Society
Die Malone Society ist eine britische  Gelehrtengesellschaft, deren Mitglieder sich dem Studium des englischen Renaissance-Drama widmen. Die Gesellschaft veröffentlicht Editionen aber, auch Faksimiles von Drucken oder Manuskripten der Dramen, genauso wie Ausgaben von Originaldokumenten, die für die Theaterproduktion der Zeit vor 1642 bedeutsam sind. Zu ihren Tätigkeiten und Aufgaben gehört auch die Organisation von Konferenzen, ebenso wie die Forschungsförderung.

## Geschichte

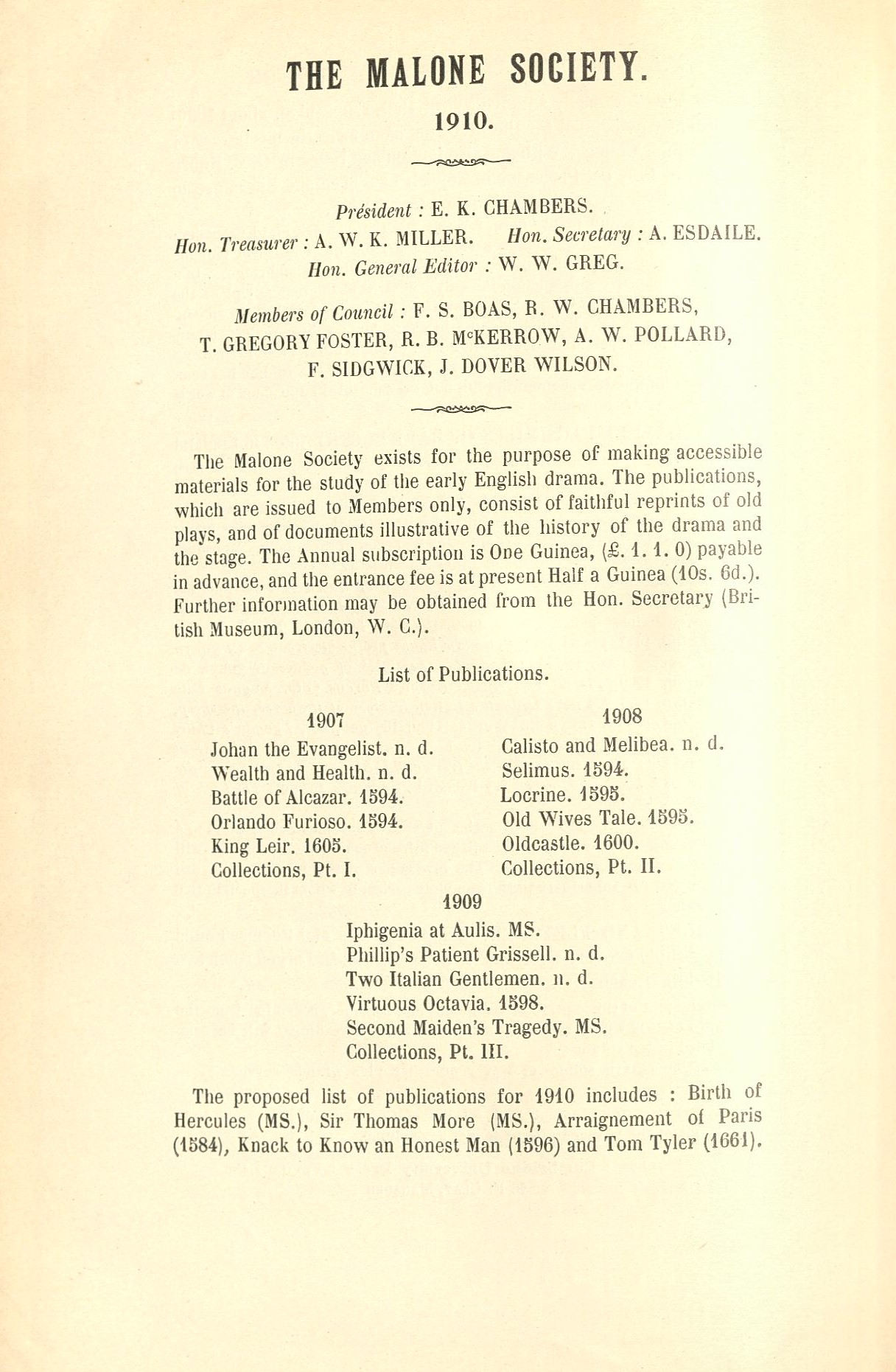
Malone Society (1910)

Die Gesellschaft wurde 1906 auf Initiative von Alfred W. Pollard gegründet. Er wies darauf hin, dass, obwohl jede Generation eine zeitgemäße Edition der klassischen Werke machen wird, es eine zeitüberdauernde Aufgabe ist, jedem die originalen Texte zugänglich zu machen. Der Name der Gesellschaft sollte an Edmond Malone erinnern, der die erste Variorum-Ausgabe der Werke von Shakespeare besorgt hatte. Das Gründungstreffen fand am 30. Juli 1906 am University College London statt. Die Gründungsmitglieder Frederick S. Boas, E. K. Chambers, T. Gregory Foster, Walter Wilson Greg, Ronald Brunlees McKerrow und Pollard stimmten darin überein, das es einen Bedarf an zuverlässigen Textausgaben für die frühmodernen Spieltexte der elisabethanischen und jakobäischen Zeit gibt und erklärten, dass der Zweck der neu zu gründenden Gesellschaft darin bestehen sollte sorgfältige Kopien der besten Ausgaben dieser frühen Dramen zu erstellen. Die maximale Anzahl der Mitglieder  der Gesellschaft war lange Zeit auf 250 beschränkt. Nach der Lockerung der Zugangsregeln wuchs die Gesellschaft und es wurden lokale Zweigstellen in den USA, Kanada, Japan, Neu-Seeland, Australien und (für den Kontinent) in Spanien gegründet. Die Gesellschaft ist eine in UK registrierte und am Institute of English Studies der University of London angesiedelte Stiftung.

## Veröffentlichungen
- Vollständige Liste der Veröffentlichungen der Malone-Gesellschaft

## Sekundärliteratur
- Ashley, Kathleen (2014) [first published 1998]. „Edmund Kerchever Chambers (1866–1954)“. In Damico, Helen (ed.). Medieval Scholarship: Literature and Philology. Biographical Studies on the Formation of a Discipline. Vol. 2. Routledge. pp. 313–324. ISBN 978-1-317-73201-3.